# Берёзовка (приток Омутной)
Берёзовка — река в России, протекает в Омутнинском районе Кировской области. Устье реки находится в 27 км по левому берегу реки Омутная. Длина реки составляет 14 км.
Исток реки на Верхнекамской возвышенности в 9 км к юго-востоку от посёлка Васильевский (Омутнинское городское поселение) и в 19 км к юго-западу от города Омутнинск. Течёт на юго-восток по ненаселённому лесу. Впадает в Омутную в 10 км к юго-западу от центра Омутнинска, чуть выше начала водохранилища на Омутной, известного как Омутнинский пруд.

## Данные водного реестра
По данным государственного водного реестра России относится к Камскому бассейновому округу, водохозяйственный участок реки — Вятка от истока до города Киров, без реки Чепца, речной подбассейн реки — Вятка. Речной бассейн реки — Кама.
По данным геоинформационной системы водохозяйственного районирования территории РФ, подготовленной Федеральным агентством водных ресурсов:
- Код водного объекта в государственном водном реестре — 10010300212111100029867
- Код по гидрологической изученности (ГИ) — 111102986
- Код бассейна — 10.01.03.002
- Номер тома по ГИ — 11
- Выпуск по ГИ — 1